# 한국철도공사 361000호대 전동차
한국철도공사 361000호대 전동차는 2010년 12월 21일 수도권 전철 경춘선 개통과 함께 도입된 통근형 전동차 차량이다. 총 8량 15개 편성 중 1개 편성은 수도권 전철 1호선으로 차출됐고, 현재 총 8량 13개 편성(104량)이 운행하고 있으며, 8량 1개 편성(8량)은 수도권 전철 경의·중앙선 문산 ~ 용문 ~ 지평 구간에 운행하고 있다. 한국철도공사 331000호대 전동차를 기반으로 제작된 차량이다.

## 기술적 사양

### 기본 정보
2010년 12월 21일 수도권 전철 경춘선 개통을 대비하여 도입된 차량이다.

### 제어기기
한국철도공사 311000호대 전동차 후기형에서 사용된 우진산전, 도시바제 COVO52-A0형 주제어장치를 사용한다.

### 실내 설비
한국철도공사 321000호대 전동차, 한국철도공사 331000호대 전동차와 거의 내부가 동일하지만, 좌석 색이 초록색이다. 다만 우선석은 기존의 빨간색이 그대로 채용됐지만 문양은 약간 다르며, 손잡이 색이 기존의 레드와인 색(자주색)에서 파란색 계통으로, LCD TV가 출입문 위에서 천장 위로, 바닥의 무늬는 기존 회색-파랑-회색에서 전통무늬가 추가되면서 각자 변경이 이루어졌다. 반입 당시부터 모든 편성의 Tc 차량엔 자전거 전용 거치대가 설치되어 있다.

### 승무 설비
기존 차량들의 전면부보다 운전실 창을 넓히고, 형태를 살짝 바꾸어 시야를 개선했으며, 1인 승무에 대응하도록 CCTV 모니터 및 프랑스 알스톰사의 ATP 속도계가 장착되어 있다.

### 측면 행선LED가동 중단
현재 스크린도어가 모두 설치되어 앞칸과 뒷칸을 제외한 모든 안내기가 소등된 상태다.

### 편성
편성은 팬터그래프와 주변압기, 제어기기, 전동기가 탑재된 M'차, 제어기기와 전동기만이 탑재된 M차, 그리고 보조전원장치와 공기압축기, 축전지, 제어실 등을 갖춘 Tc차, 그리고 아무 기기도 탑재되지 않는 T차로 구성되어 있다.
| 객차번호 | 설치된 전장품                        |
| -------- | ------------------------------------ |
| 3610XX   | Tc(SIV, 공기압축기, 축전지)          |
| 3611XX   | M(주변환장치)                        |
| 3612XX   | M'(팬터그래프, 주변압기, 주변환장치) |
| 3613XX   | T(무동력객차)                        |
| 3614XX   | T(무동력객차)                        |
| 3615XX   | M(주변환장치)                        |
| 3616XX   | M'(팬터그래프, 주변압기, 주변환장치) |
| 3619XX   | Tc(SIV, 공기압축기, 축전지)          |

## 배속
수도권 전철 경춘선에서 운행되며, 현재 16개 편성이 평내차량기지에 배속되어 있다.
- 36101~36106, 36108~36114, 36116~36117편성: 평내차량기지, 8량
- 36107편성: 문산차량기지, 8량

## 현재 운행구간
- ● 수도권 전철 경춘선
  - 망우선: 광운대~상봉~망우
  - 경춘선: 망우~춘천
  - 중앙선: 청량리~상봉~망우
  - 경원선: 청량리~회기

## 도입 역사

### 1차분 (2010년3월~9월)
- 평내차량사업소 소속: 36101~36115편성(총 15편성)
- 제작사: 현대로템
- 제어방식: VVVF-IGBT(도시바)
- 2010년 12월 21일에 개통된 경춘선 도입분 차량이다.
- 도입 당시 알루미늄 차체가 적용되었으며, 좌석의 폭이 넓어졌고, 좌석을 나눈 봉이 설치되어 승객 취급이 보다 효과적이다.
- 도입 당시 노약자·장애인·임산부석을 제외하고 천장 선반은 설치되지 않았지만, 현재는 모든 좌석에 설치되었다.

### 2차분 (2024년8월~10월)
- 평내차량사업소 소속: 36116~36117편성(총 2편성)
- 제작사: 현대로템
- 제어방식: VVVF-IGBT(현대로템 IPM)
- 왕숙신도시의 입주에 따른 차량 증비용으로 도입되는 차량이다.
- 전동차 발주 보도에 따르면 해당 전동차 구매 사업의 성격상 차량 구매비는 한국토지주택공사와 경기주택도시공사가 부담한다.

## 현황
현재 운행 중인 차량은 가독성을 높이기 위해 굵은 글씨로 표시했다.

### 1세대분
| 차호       | 도입 시기 | 운행 중단 시기 | 비고 |
| ---------- | --------- | -------------- | --- |
| 36101 편성 | 2010년    | 운행 중        | |
| 36102 편성 | 2010년    | 운행 중        | |
| 36103 편성 | 2010년    | 운행 중        | 경의·중앙선으로 임시 차출되어 운행한 적이 있다.                                                                                              |
| 36104 편성 | 2010년    | 운행 중        | |
| 36105 편성 | 2010년    | 운행 중        | |
| 36106 편성 | 2010년    | 운행 중        | |
| 36107 편성 | 2010년    | 운행 중        | 경의·중앙선으로 임시 차출되어 운행중이다. |
| 36108 편성 | 2010년    | 운행 중        | 경의·중앙선으로 임시 차출되어 운행한 적이 있다.                                                                                              |
| 36109 편성 | 2010년    | 운행 중        | |
| 36110 편성 | 2010년    | 운행 중        | |
| 36111 편성 | 2010년    | 운행 중        | |
| 36112 편성 | 2010년    | 운행 중        | |
| 36113 편성 | 2010년    | 운행 중        | |
| 36114 편성 | 2010년    | 운행 중        | 1호선으로 이적하여 31191편성으로 운행했으나, 2017년에 경춘선으로 재이적하여 운행을 재개했다. 경의·중앙선으로 임시 차출되어 운행한 적이 있다. |
| 36115 편성 | 2010년    | 2014년         | 1호선으로 이적하여 31190편성으로 운행 중이며, 현재는 말소된 편성이다.                                                                        |

### 2세대분
해당 편성들은 경춘선 노선 색상에 맞는 청록색으로 도색되어 있다.
| 차호       | 도입 시기 | 운행 중단 시기 | 비고 |
| ---------- | --------- | -------------- | ---- |
| 36116 편성 | 2024년    | 운행 중        |      |
| 36117 편성 | 2024년    | 운행 중        |      |

## 사진

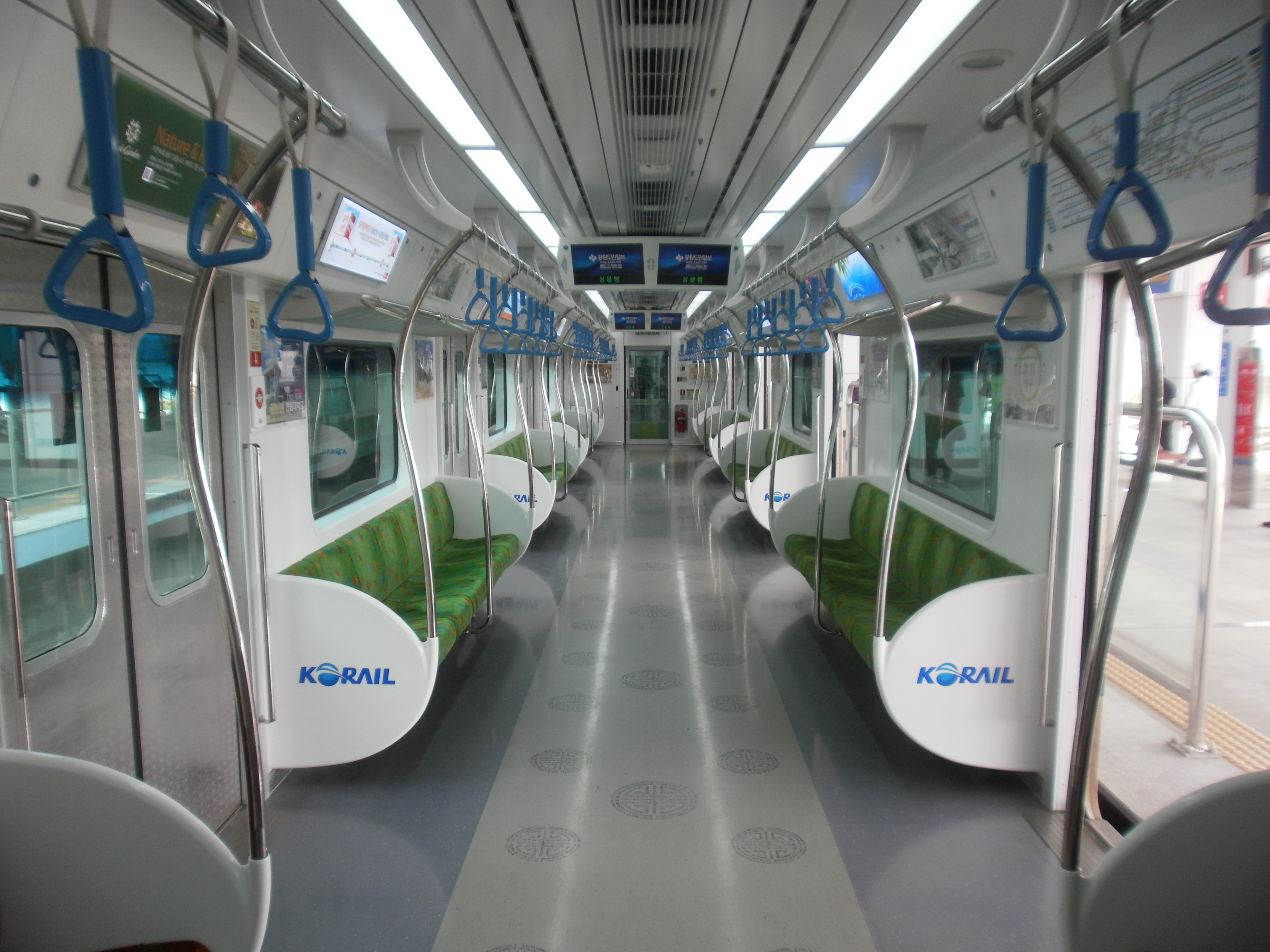
차량 내부
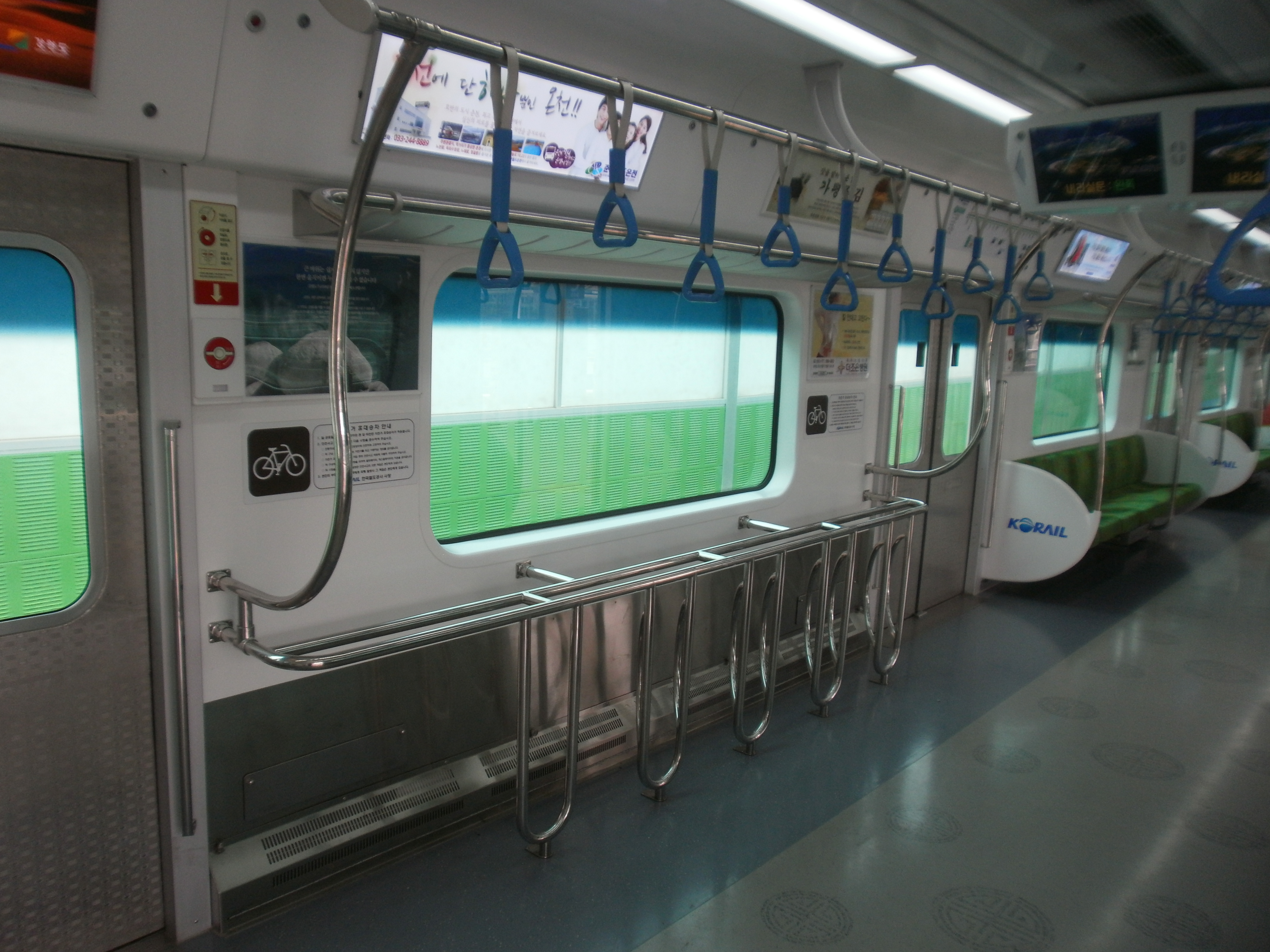
자전거 전용 거치대
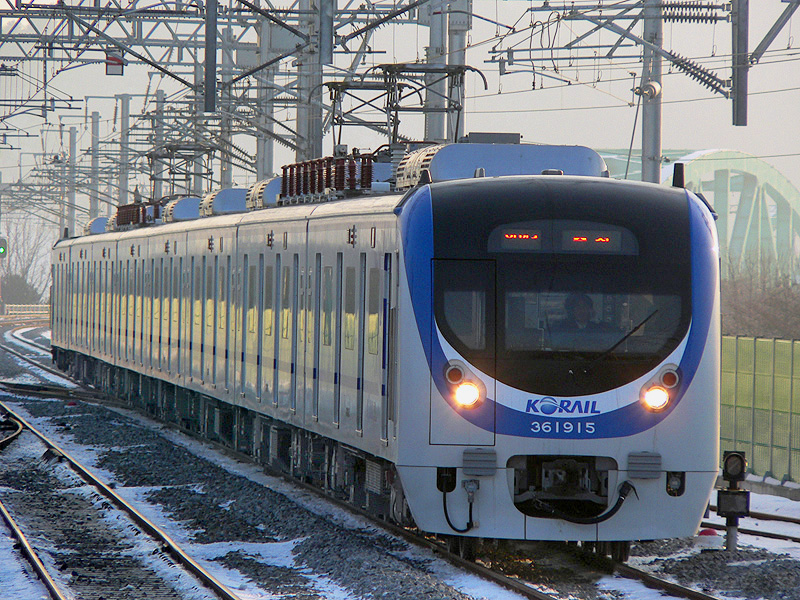
36115편성(현 36114편성)
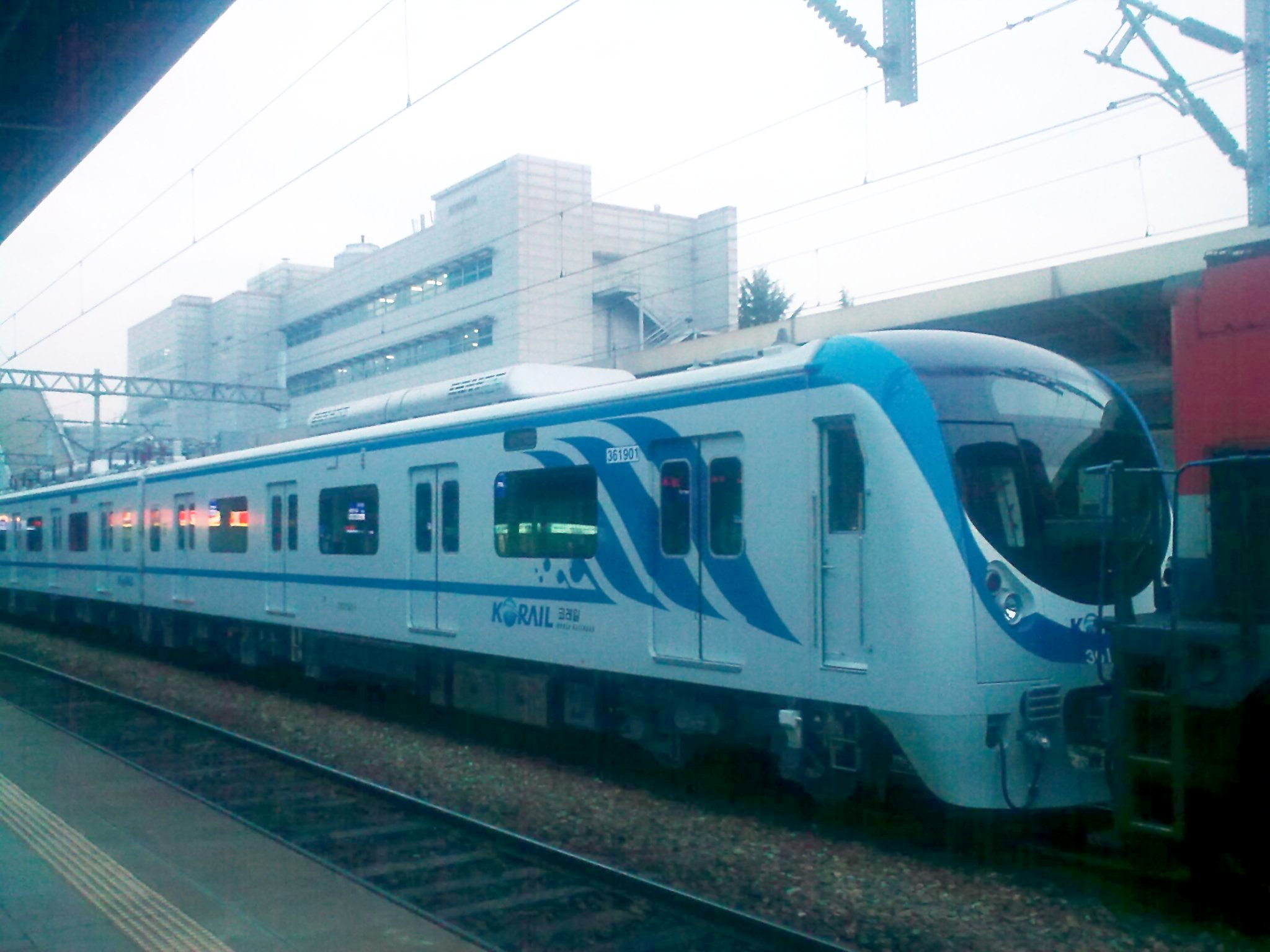
갑종회송 중인 361000호대 전동차

## 같이 보기
- 한국철도공사
- 수도권 전철 경춘선
- 한국철도공사 321000호대 전동차
- 한국철도공사 331000호대 전동차